# Soaserana (Manja)
Soaserana è una città e comune del Madagascar situata nel distretto di Manja, regione di Menabe. 
La popolazione del comune rilevata nel censimento 2001 era pari a 10 850 unità.